# Huskvarna
 Denne artikel omhandler byen Huskvarna. Opslagsordet har også en anden betydning, se Husqvarna.
Huskvarna er en tidligere selvstændig svensk by beliggende ved søen Vätterns sydøstlige bred i Småland. Huskvarna indgår i byområdet Jönköping og er en "kommunedel" i Jönköpings kommune, Jönköpings län.
Huskvarna hørte tidligere til Hakarps kommune, blev köping i 1907 og fik stadsprivilegium (købstadsprivilegium) i 1911. Sammenlægning med Jönköping by blev diskuteret i årenes løb og gennemførtes som en af del af kommunalreformen i 1971.
I 2004 var indbyggertallet i kommundelen Huskvarna 21.243. Omgivende kommunedele er Skärstad, Lekeryd, Tenhult og Jönköping Öster.
Huskvarna kirke blev indviet i 1910 og var tegnet af bygningsingeniør Birger Damstedt fra Husqvarna AB (det daværende Husqvarna Vapenfabriks AB). Kirkens ydre minder om en norsk stavkirke.
Huskvarnas lavtliggende centrum er omgivet af bebyggede højdedrag som Öxnehaga, Pettersberg og Egna Hem. Niveauforskellen er på op til 120 meter.
En stor det af de lavtliggende områder mod Vättern lå ubenyttede hen indtil begyndelsen af 1900-tallet. Gaden Kungsgatan blev længe kaldt "Sista gatan" (sidste gade).
Huskvarna er kendt for sine pæne haver og sine industrielle traditioner. Fabrikken Husqvarna AB begyndte sin produktion i 1684, og har siden været en succesrig virksomhed. I dag fremstiller den bl.a. motorsave, plæneklippere og symaskiner, mens den tidligere havde våbenfabrikation. Andre vigtige industrier i byen er Saab Training Systems og Carlfors Bruk.
Huskvarna opstod omkring fabrikken Husqvarna, der blev opført ved foden af det store vandfald, som Huskvarnaån har dannet. Navnet Huskvarna blev tidligere skrevet "husakvarn" og stammer fra middelalderhuset Rumlaborg og en kværn ved vandfaldet.
Vandfaldet har sin begyndelse ved Stensholms bakker og slutter ved Kvarnbron, nedenfor den såkaldte Stampabacken. Fra broen kan man vandre til Turistbron, Ebbes bruk-området eller spejderhytten Örjansgården.

## Kendte borgere
- Björn Afzelius – sanger, komponist, tekstforfatter og guitarist
- Birgit Carlstén – skuespiller og sanger
- Sture Dahlström – forfatter og jazzmusiker
- Alfred Dalin – lærer og kulturpersonlighed
- Birger Damstedt – bygningsingeniør ved Husqvarna Vapenfabrik
- Alf Henrikson – forfatter, digter og journalist ved Dagens Nyheter
- Torsten Lindberg – fodboldmålmand (guldmedaljevinder ved OL i 1948) og bordtennisspiller
- Conny Rich – jazzmusiker, kapelmester, fotograf
- Wilhelm Tham – industrimand (Husqvarna Vapenfabrik) og kulturpersonlighed

57°47′31″N 14°16′32″Ø / 57.7919°N 14.2756°Ø